# 런던 웰시
런던 웰시(London Welsh Rugby Football Club)은 1885년 창단한 잉글랜드 런던의 프로 럭비 팀이다. 홈구장은 올드 디어 파크이며 현재 RFU 챔피언십(2부 리그)에 참가하고 있다.

## 같이 보기
- 런던 스코티시
- 런던 아이리시